# Grand Prix Dieppe
Grand Prix Dieppe, oficj. Grand Prix automobile de Dieppe – wyścig samochodowy, odbywający się w latach 1929-1935 na torze Circuit de Dieppe w Dieppe.

## Zwycięzcy
| Rok  | Kategoria     | Zwycięzca          | Samochód             | Wyniki |
| ---- | ------------- | ------------------ | -------------------- | ------ |
| 1929 | Grand Prix    | René Dreyfus       | Bugatti T35B         | Wyniki |
| 1930 | Grand Prix    | Marcel Lehoux      | Bugatti T35B         | Wyniki |
| 1931 | Formuła Libre | Philippe Étancelin | Alfa Romeo Monza     | Wyniki |
| 1932 | Grand Prix    | Louis Chiron       | Bugatti T51          | Wyniki |
| 1933 | Grand Prix    | Marcel Lehoux      | Bugatti T51          | Wyniki |
| 1934 | Grand Prix    | Philippe Étancelin | Maserati 8CM         | Wyniki |
| 1935 | Formuła Libre | René Dreyfus       | Alfa Romeo Tipo B/P3 | Wyniki |